# Opération Clarion
Pour les articles homonymes, voir Clarion.
L'opération Clarion (« clairon ») est le nom de code de la plus importante campagne de bombardement aérien allié pendant la Seconde Guerre mondiale. L'objectif était la destruction de nombreux réseaux de transport en Allemagne avant le lancement des opérations Veritable et Grenade visant l'encerclement des armées allemandes dans la Ruhr. Les bombardements eurent lieu le 22 et  23 février 1945. 3 500 bombardiers et 1 500 chasseurs de l'United States Army Air Forces (USAAF) et de la Royal Air Force  (RAF) britannique attaquèrent de nombreux nœuds ferroviaires, gares, trains, ports et bateaux fluviaux, ponts et d'autres infrastructures de transport, au total plus de 200 cibles, sur une très large zone couvrant Emden, Berlin, Dresde, Vienne, Mulhouse et Cologne mais aussi le lac de Constance. 
Les bombardements eurent lieu de jour et montrèrent la totale domination aérienne alliée lors de ces derniers mois de conflit en Europe.

## Source
- (de) Cet article est partiellement ou en totalité issu de l’article de Wikipédia en allemand intitulé « Operation Clarion » (voir la liste des auteurs).